# Maheza Ngulu
Maheza Ngulu è una circoscrizione rurale (rural ward) della Tanzania situata nel distretto di Lushoto, regione di Tanga. Conta una popolazione di 9 006 abitanti (censimento 2012).